# Agence nationale de l'habitat (Côte d'Ivoire)
Pour les articles homonymes, voir Anah.
L’Agence nationale de l’habitat (ANHA) est une entreprise publique de l'État ivoirien, créée par le décret no 2021-864 du 15 décembre 2021. Elle est placée sous la tutelle du ministère de la Construction, du Logement et de l’Urbanisme (MCLU), conformément à une décision du Conseil des ministres annoncée le même jour par le porte-parole du gouvernement, Amadou Coulibaly.  
L'ANHA est issue de la transformation de Société ivoirienne de construction et de gestion immobilière (SICOGI).

## Histoire
Apres 59 ans de fonctionnement, la SICOGI se rebaptise en Agence nationale de l’habitat (ANHA),,,. La SICOGI fonctionnait comme une entreprise immobilière. Créée le 22 mars 1962 par l’État de Côte d’Ivoire, elle entreprend des opérations à caractère immobilier. Elle participe à des études et diverses réalisations dans les domaines de l'urbanisme et de l'habitat en privilégiant la réalisation de logements sociaux.
L’Agence nationale de l’habitat (ANHA) de Côte d’Ivoire est une société mise place en remplacement de la Société ivoirienne de construction et de gestion immobilière (SICOGI) par l’application de la loi de juin 2019 qui porte sur le code de la construction et de l'habitat,,,,. Ce décret prévoit une structure chargée de la mise en œuvre de la politique nationale de l’habitat.
Selon le porte-parole du gouvernement, Amadou Coulibaly, la nouvelle structure a pour mission de favoriser l’accès au logement à des coûts d’acquisition ou de location compétitifs à tous les ménages et de veiller à l’amélioration de l’entretien du cadre de vie,,,,. Contrairement à l’ancienne SICOGI, cette entité publique n’est pas une société de construction et de promotion immobilière,,. Mais un instrument technique au centre du secteur de l’habitat, chargé d’assurer la coordination et la supervision des activités de promoteurs immobiliers privés agréés dans le cadre du programme présidentiel en cours,.
En 2022 c’est, 102 remises de clés de logements sur 5 programmes immobiliers hérités de l'ex-SICOGI et 503 réservations de logements répartis sur 6 programmes immobiliers. A la fin de l’année, la situation financière de l’ANAH est caractérisée par une baisse de son chiffre d’affaires.

## Missions et objectifs
Les missions de l’Agence nationale de l’habitat (ANHA) s’inscrivent dans une démarche solidaire. Elles visent à développer l’accès au logement à des coûts d’acquisition et de location compétitifs, à améliorer et entretenir le cadre de vie, ainsi qu’à programmer les travaux et assurer la gestion des projets. L’ANHA intervient également à travers des dispositifs tels que la location simple, la location-vente et l’accès direct à la propriété. Ces missions répondent aux objectifs qui lui sont assignés, à savoir : faciliter l’accès au logement à des coûts abordables pour le plus grand nombre et veiller à l’amélioration durable du cadre de vie.

## Organisation
L’ANAH est une société d’Etat au capital social de 4 566 200 000 francs CFA . Elle se situe sous la tutelle technique du Ministère de la Construction du Logement et de l’Urbanisme et de la tutelle financière du Ministère du Budget et du Portefeuille de l’Etat. L’ANAH est administrée par un conseil d’administration (CA) composé de 11 membres. Le CA est dirigé par un président, Pierre Nandjui Danho, suivi d'un directeur général, Brahima Traoré,,,. Le CA comprend également un représentant du ministère du Budget et du Portefeuille de l’Etat, Diakité Kaba Tidiane Amadou et deux représentants du ministère de la Construction du Logement et de l’Urbanisme, Gba Téan et Koalla Célestin.
Ces administrateurs sont appuyés dans leurs missions par une équipe de directeurs opérationnels et de chefs de service rattachés à la structure.